# Tenuiphantes spiniger
Tenuiphantes spiniger är en spindelart som först beskrevs av Simon 1929.  Tenuiphantes spiniger ingår i släktet Tenuiphantes och familjen täckvävarspindlar.
Artens utbredningsområde är Frankrike. Inga underarter finns listade i Catalogue of Life.